# Hoquei sobre herba als Jocs Olímpics d'estiu de 1984
Als Jocs Olímpics d'Estiu de 1984 celebrats a la ciutat de Los Angeles (Estats Units d'Amèrica) es disputaren dues proves competicions d'hoquei sobre herba, una en categoria masculina i una altra en categoria femenina. La competició es disputà entre els dies 29 de juliol i 11 d'agost de 1984 al Weingart Stadium de la ciutat californiana.

## Comitès participants
Hi participaren un total de 286 jugadors d'hoquei, entre ells 190 homes i 96 dones, de 12 comitès nacionals diferents:
| Categoria masculina - Austràlia - Canadà - Espanya - Estats Units - Índia - Kenya - Malàisia - Nova Zelanda - Països Baixos - Pakistan - Regne Unit - RFA |  | Categoria femenina - Austràlia - Canadà - Estats Units - Nova Zelanda - Països Baixos - RFA |

## Resum de medalles
| Prova                  | Or | Argent | Bronze |
| Hoquei masculí Detalls | PakistanRashidul Hasan · Hassan Sardar · Qasim Zia · Shahid Ali Khan · Ayaz Mahmood · Syed Ghulam Moinuddin · Manzoor Hussain · Kalimullah Khan · Hanif Khan · Nasir Ali · Tauqeer Dar · Khalid Hameed · Mushtaq Ahmed · Ishtiaq Ahmed · Naeem Akhtar                                                        | RFAChristian Bassemir · Stefan Blöcher · Dirk Brinkmann · Heiner Dopp · Carsten Fischer · Tobias Frank · Volker Fried · Thomas Gunst · Joachim Hürter · Horst-Ulrich Hänel · Andreas Keller · Reinhard Krull · Michael Peter · Thomas Reck · Eckhard Schmidt-Opper · Markku Slawyk | Regne UnitIan Taylor · Stephen Martin · Paul Barber · Robert Cattrall · Jon Potter · Richard Dodds · William McConnell · Norman Hughes · David Westcott · Richard Leman · Stephen Batchelor · Sean Kerly · James Duthie · Kulbir Bhaura · Mark Precious                          |
| Hoquei femení Detalls  | Països BaixosCarina Benninga · Fieke Boekhorst · Marjolein Eijsvogel · Det de Beus · Irene Hendriks · Elsemiek Hillen · Sandra Le Poole · Anneloes Nieuwenhuizen · Martine Ohr · Alette Pos · Lisette Sevens · Marieke van Doorn · Aletta van Manen · Sophie von Weiler · Laurien Willemse · Margriet Zegers | RFAGaby Appel · Dagmar Breiken · Beate Deininger · Elke Drüll · Birgit Hagen · Birgit Hahn · Martina Koch · Sigrid Landgraf · Corinna Lingnau · Christina Moser · Patricia Ott · Hella Roth · Gabi Schley · Susanne Schmid · Ursula Thielemann · Andrea Weiermann-Lietz            | Estats UnitsBeth Anders · Beth Beglin · Regina Buggy · Gwen Cheeseman · Sheryl Johnson · Christine Larson-Mason · Kathleen McGahey · Anita Miller · Leslie Milne · Charlene Morett · Diane Moyer · Marcella Place · Karen Shelton · Brenda Stauffer · Julie Staver · Judy Strong |

## Medaller
| Posició | País          | Or | Argent | Bronze | Total |
| 1       | Països Baixos | 1  | 0      | 0      | 1     |
| 1       | Pakistan      | 1  | 0      | 0      | 1     |
| 3       | RFA           | 0  | 2      | 0      | 2     |
| 3       | Estats Units  | 0  | 0      | 1      | 1     |
| 3       | Regne Unit    | 0  | 0      | 1      | 1     |